# Lüdenscheid

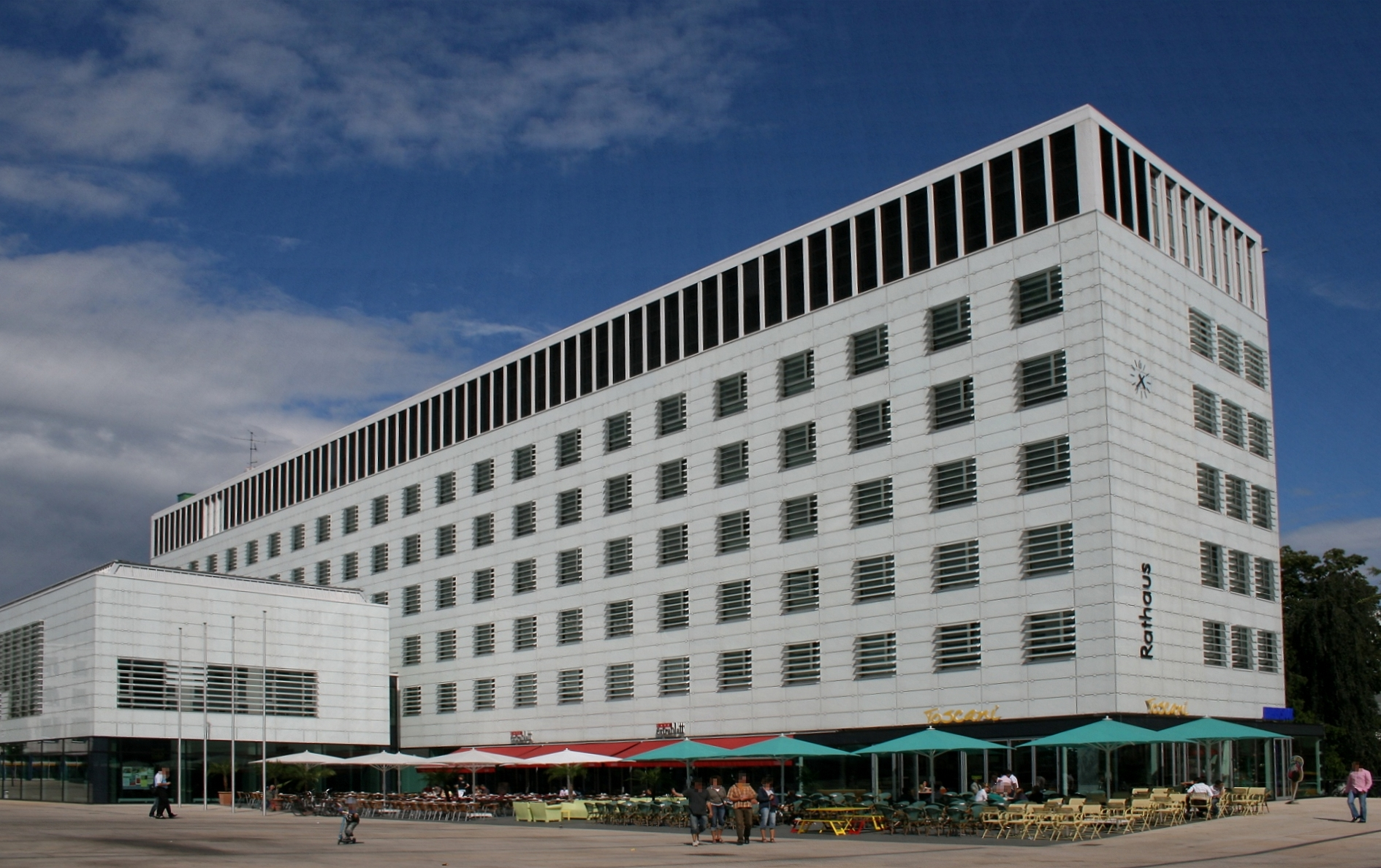
Lüdenscheid - Ratusz

Lüdenscheid – miasto powiatowe w zachodniej części Niemiec, w kraju związkowym Nadrenia Północna-Westfalia, w rejencji Arnsberg, siedziba powiatu Märkischer Kreis. Leży na południe od Zagłębia Ruhry, na wyżynie Sauerland. Liczy 75 463 mieszkańców (2010).
Ze względu na swoje położenie na licznych wzniesieniach pomiędzy 230 a 540 m n.p.m. nazywane jest "Miastem na górze" (Bergstadt). Ostatnio, przez wzgląd na liczne małe fabryki lamp i sprzętu oświetleniowego szczyci się nazwą "Miasta światła" (Stadt des Lichtes).
W mieście rozwinął się przemysł elektrotechniczny, chemiczny, maszynowy oraz metalowy.
W mieście znajduje się stacja kolejowa Lüdenscheid.
W herbie umieszczony został wizerunek św. Medardusa.

## Współpraca
Miejscowości partnerskie:
- Calderdale, Wielka Brytania
- Den Helder, Niderlandy
- Kłodzko, Polska
- Leuven, Belgia
- Myślenice, Polska
- Romilly-sur-Seine. Francja
- Taganrog, Rosja